# Medicina tropical

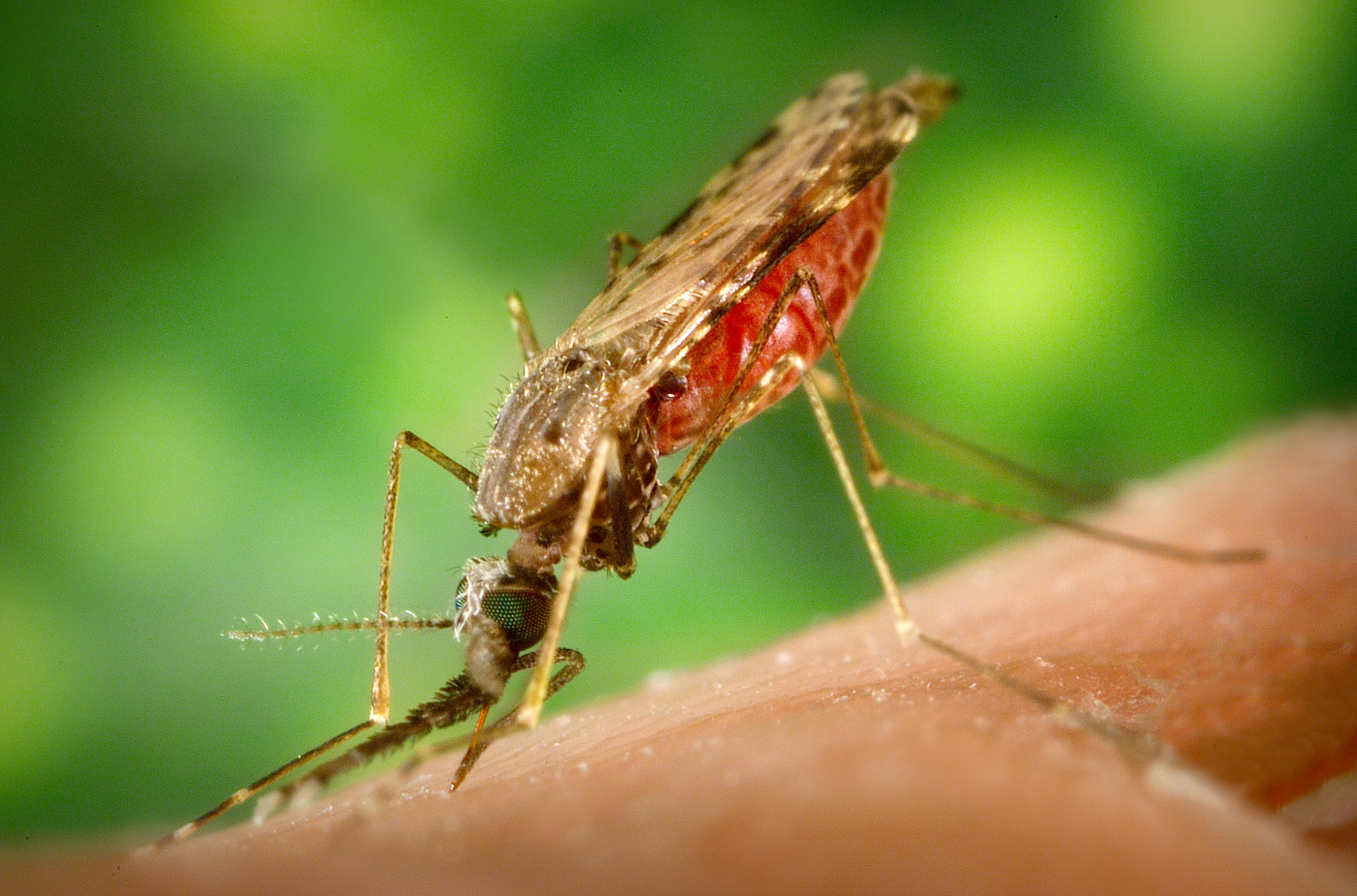
Mosquit de la malària: anopheles albimanus

La Medicina tropical és una branca de la medicina que s'ocupa dels problemes de la salut que ocorren únicament, estan més esteses, o són més difícils de controlar en regions tropicals o subtropicals.
Moltes infeccions o infestacions que són classificades com "malalties tropicals" solien ser endèmiques en països localitzats en àrees temperades o fredes. Aquestes inclouen epidèmies molt esteses com la malària o l'anquilostoma, i també malalties extremadament rares com el lagochilascaris minor. Moltes d'aquestes malalties han sigut controlades o fins i tot eliminades dels països desenvolupats, com a resultat de les millores en els habitatges, alimentació, sanejament i hígiene personal. Des que el clima no és la principal raó per la qual aquestes infeccions continuen existint en les zones tropicals, hi ha una tendència a reanomenar aquest tipus d'especialitat com "Medicina geogràfica" o "Medicina del tercer món".
A causa de la globalització i l'acceleració del transport de mercaderies i persones, s'estenen els agents patògens i els seus vectors.

## Entrenament
L'entrenament per Medicina Tropical depèn en gran manera del país. Molts metges són entrenats als Instituts de Medicina Tropical. Per exemple, l'entrenament dels metges holandesos per aquesta especialitat consisteix en 2 anys clínics (Obstetrícia i ginecologia, Pediatria o Cirurgia General i un curs de tres mesos a l'Institut Reial Tropical (KIT) a Amsterdam.